# Pinacolo
Il pinacolo, nome IUPAC 2,3-dimetil-2,3-butandiolo, è un 1,2-diolo che si presenta allo stato solido a temperatura ambiente.

## Preparazione
Può essere prodotto dalla reazione di accoppiamento pinacolico dall' acetone e successiva idrolisi a caldo:

## Reazioni
Essendo un diolo vicinale, può riorganizzarsi mediante la trasposizione pinacolica, con formazione di pinacolone. Ciò avviene ad es. riscaldando con acido solforico: